# Tanyproctus reichei
Tanyproctus reichei är en skalbaggsart som beskrevs av Jules Pièrre Rambur 1843. Tanyproctus reichei ingår i släktet Tanyproctus och familjen Melolonthidae. Inga underarter finns listade i Catalogue of Life.